# アルテンブルク修道院

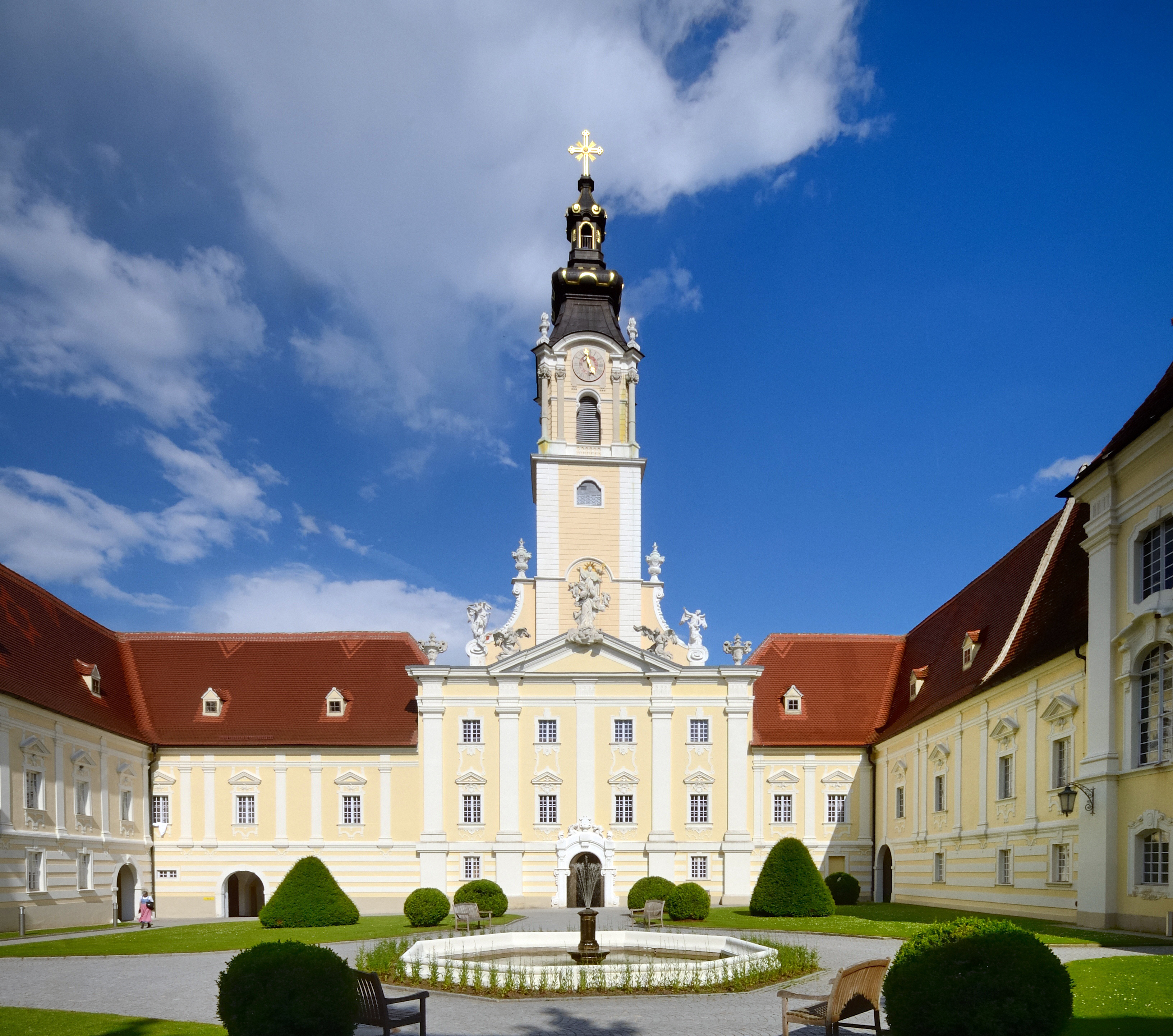
アルテンブルク修道院、ニーダーエスターライヒ州

アルテンブルク修道院 (ドイツ語: Stift Altenburg) は、オーストリアのニーダーエスターライヒ州アルテンブルクに存在するベネディクト会の修道院。クレムス・アン・デア・ドナウより北30キロメートル (19 mi)のヴァルト地方に位置する。1144年に、Poigen-Rebgauのヒルトブルク伯爵夫人により設立されたことにより始まる。その歴史上、この修道院は多数の侵略と襲撃による被害をうけており、1645年にはスウェーデン人により破壊された。ヨーゼフ2世の治下の1793年、修道院は新しい修道者の受け入れを禁止されたが、他のオーストリアの修道院とは異なりその機能を残すことに成功した。
修道院は現在の形のバロック様式に、マウルス・ボクスレ(Maurus Boxler)修道院院長及び、プラシーダス・ムッハ(Placidus Much)修道院院長の指揮により再建された。修道院の改装は建築家のヨーゼフ・ミュンゲナストの監修により、フレスコ画にパウル・トロガー、化粧漆喰にフランツ・ヨーゼフ・ホルツィンガー、大理石にヨハン・ゲオルク・ホップル(Johann Georg Hoppl)など、オーストリアの著名な芸術家や職人の協力の下に行われた。
かつてのロマネスク様式からバロック建築で立て直された修道院は、オーストリアにおいて最もすばらしい建築物の一つとされる。

## 歴史
1144年、アルテンブルク修道院はPoigen-Rebgauのヒルトブルク伯爵夫人により設立された。1983年から2005年にかけて、オーストリア連邦記念物局により考古学発掘調査が行われた。この調査の結果、壁の遺構は12世紀、ロマネスク様式の回廊は13世紀からのものであることが明らかにされた。この修道院は何度となく攻撃されており、破壊されるたびに再建を繰り返している。最初は1251年のヘルマン5世 (Herman V) によるもので、それに続いて、1304年から1327年の間にキプチャク人により数度、フス戦争の間の1427年から1430年にかけても被害を受けている。1448年にはハンガリーとモラヴィアのボヘミアから、1552年にはテュルク人から攻撃を受けた。1327年にはハイデンリッヒ・フォン・ガルス(Heidenreich von Gars)の未亡人であったガートルード(Gertrude)により、いくつかの復旧作業が行われた。1645年、スウェーデン人は修道院を破壊した。

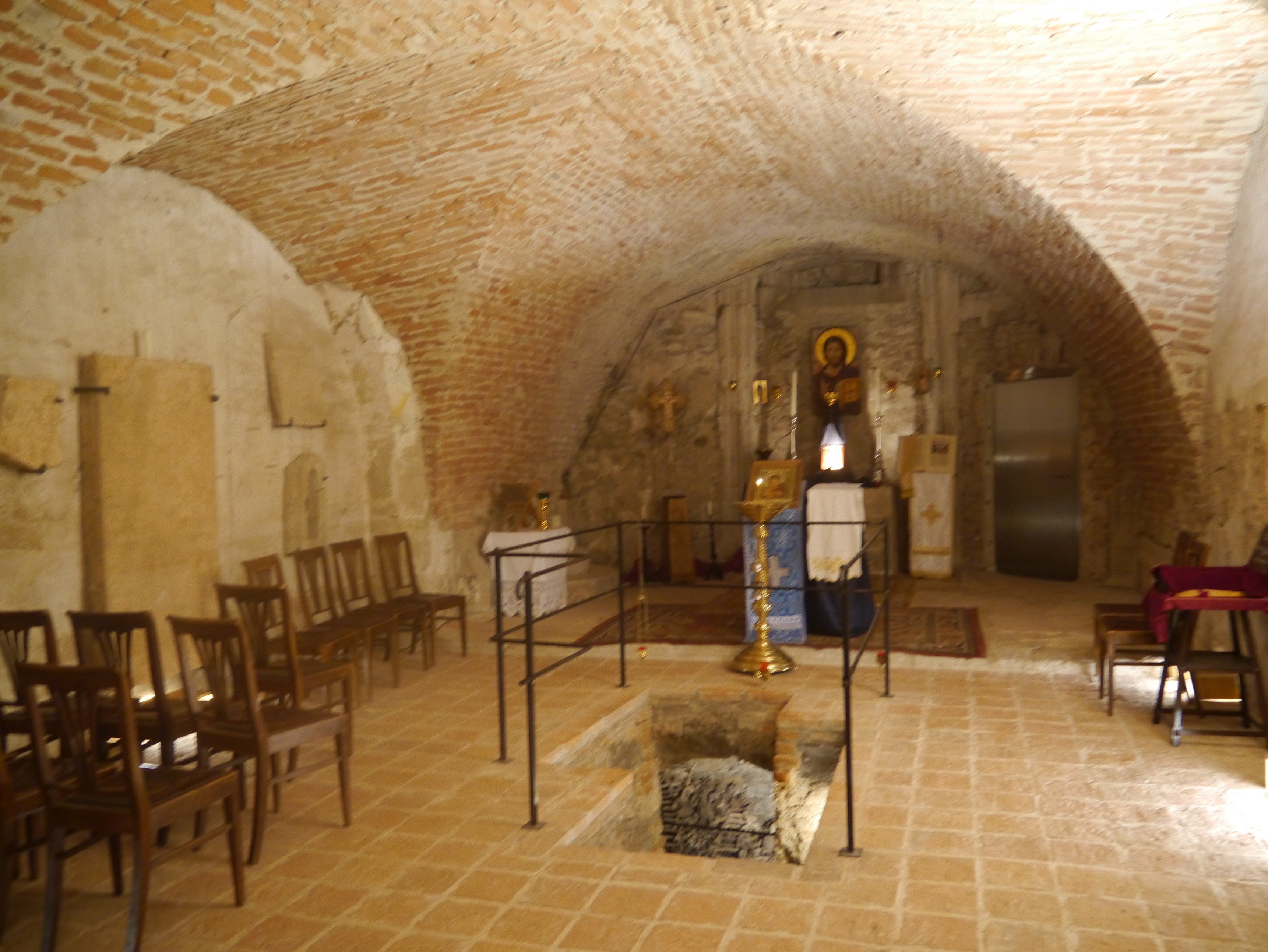
中世の「修道院の下の修道院」

三十年戦争ののち、17世紀から18世紀にかけて改装後の形となった。これは現在の形であるバロック様式で、マウルス・ボクスレ(Maurus Boxler)修道院院長及び、プラシーダス・ムッハ(Placidus Much)修道院院長の指揮により再建された。この作業は建築家のヨーゼフ・ミュンゲナストの監修により、フレスコ画にパウル・トロガー、化粧漆喰（スタッコ）にフランツ・ヨーゼフ・ホルツィンガー、大理石にヨハン・ゲオルク・ホップル(Johann Georg Hoppl)など、何人かのオーストリアの著名な芸術家や職人の協力の下に行われた。ヨーゼフ2世の治下の1793年、修道院は新しい修道者の受け入れを禁止されたが、他のオーストリアの修道院とは異なりその機能を残すことに成功した。1848年革命ののち、その債務はチャペルのいくつかの骨董品を売却することにより一掃された。
1938年3月12日、修道院長のアンブロス・ミナルツ(Ambros Minarz)がナチスの鉤十字旗の掲揚を拒否した。その結果、1938年3月17日より突撃隊（ナチスSA）により占領された。このため1940年から1941年の短い期間、国家社会主義者により修道院は停止させられていたが、1941年には解除された。修道院長は逮捕下に置かれ、共同体は奪われた。1945年より、修道院はソビエトの占領軍の収容施設として使用された。マウルス・クナペック(Maurus Knappek)が修道院長を務めた期間中（1947年から1968年）に、修道院の建物が復元され、共同体は再確立された。
1625年より、この修道院はベネディクト会派 (Benedictine Confederation) であるオーストリア会集派 (Austrian Congregation) に属している。チャペルで行われた考古学発掘調査では「修道院の下の修道院」の存在が明らかにされた。この発見では、食堂、会議場、修道士が作業と生活をした居住施設、回廊、写字室に、聖ヴィトゥスのチャペルも見つかっている。

## 設計

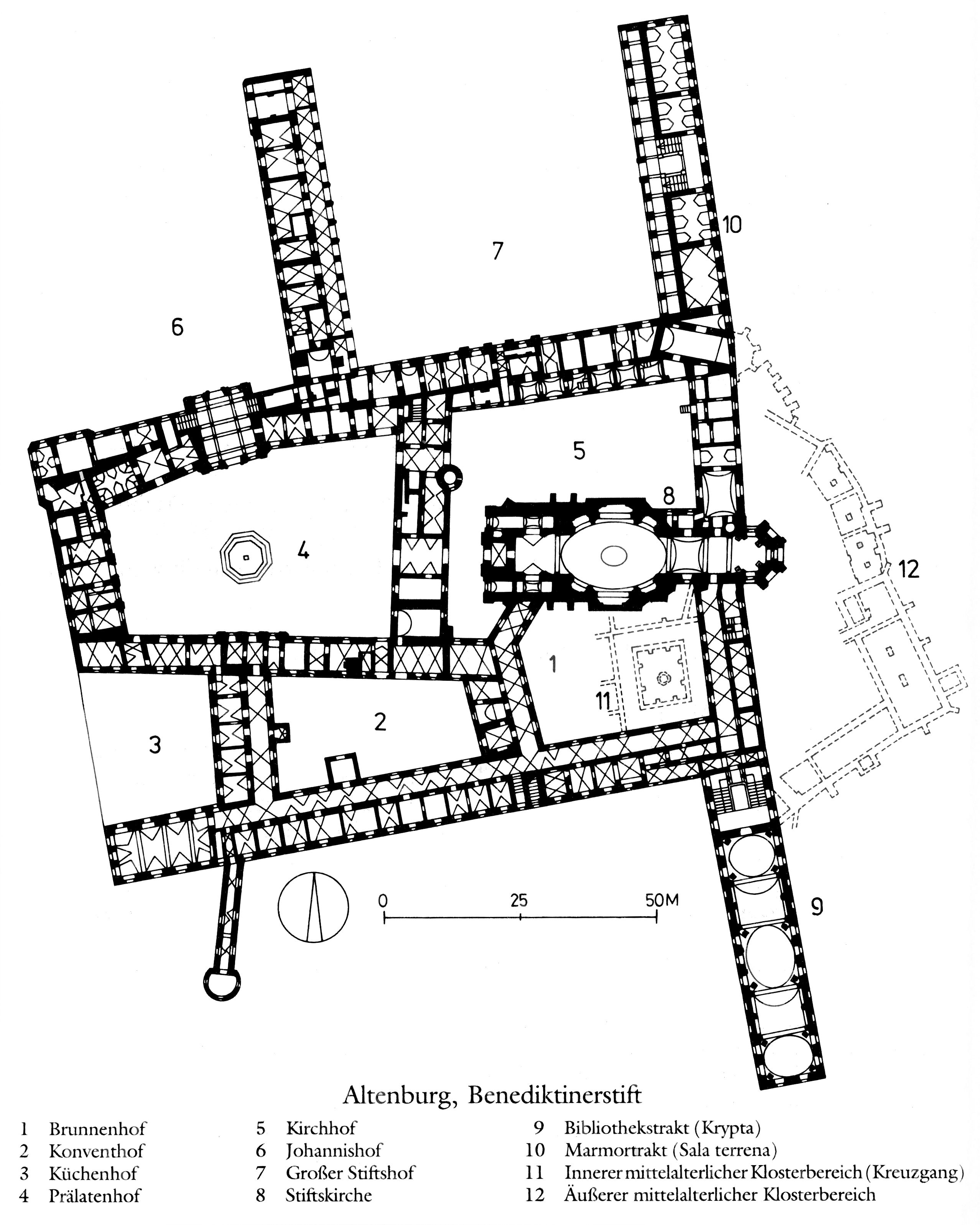
1.噴水の場, 2. 改宗の場, 3. 台所の場, 4. 高位聖職者の場, 5.教会の場, 6. ヨハネの場, 7. 大修道院の場, 8. 修道院教会, 9. 図書翼(地下聖堂), 10. 大理石翼 (ウォークインホール), 11. 内の中世修道院部（回廊）, 12. 外の中世の修道院部

東を向いているファサードはそれ自体が200mに渡る庭園に囲まれており、非常に大きな面積を修道院において占めている。修道院の構造は、次の12の領域で分けることができる。1.噴水の場、2.改宗の場、3.台所の場、4.高位聖職者の場、5.教会の場、6.ヨハネの場、7.大修道院の場、8.修道院教会、9.図書翼(地下聖堂)、10.大理石翼(ウォークインホール、サラ・テレナ)、11.内部の中世の修道院部分（回廊）、12.外部の中世の修道院部分

## 特徴

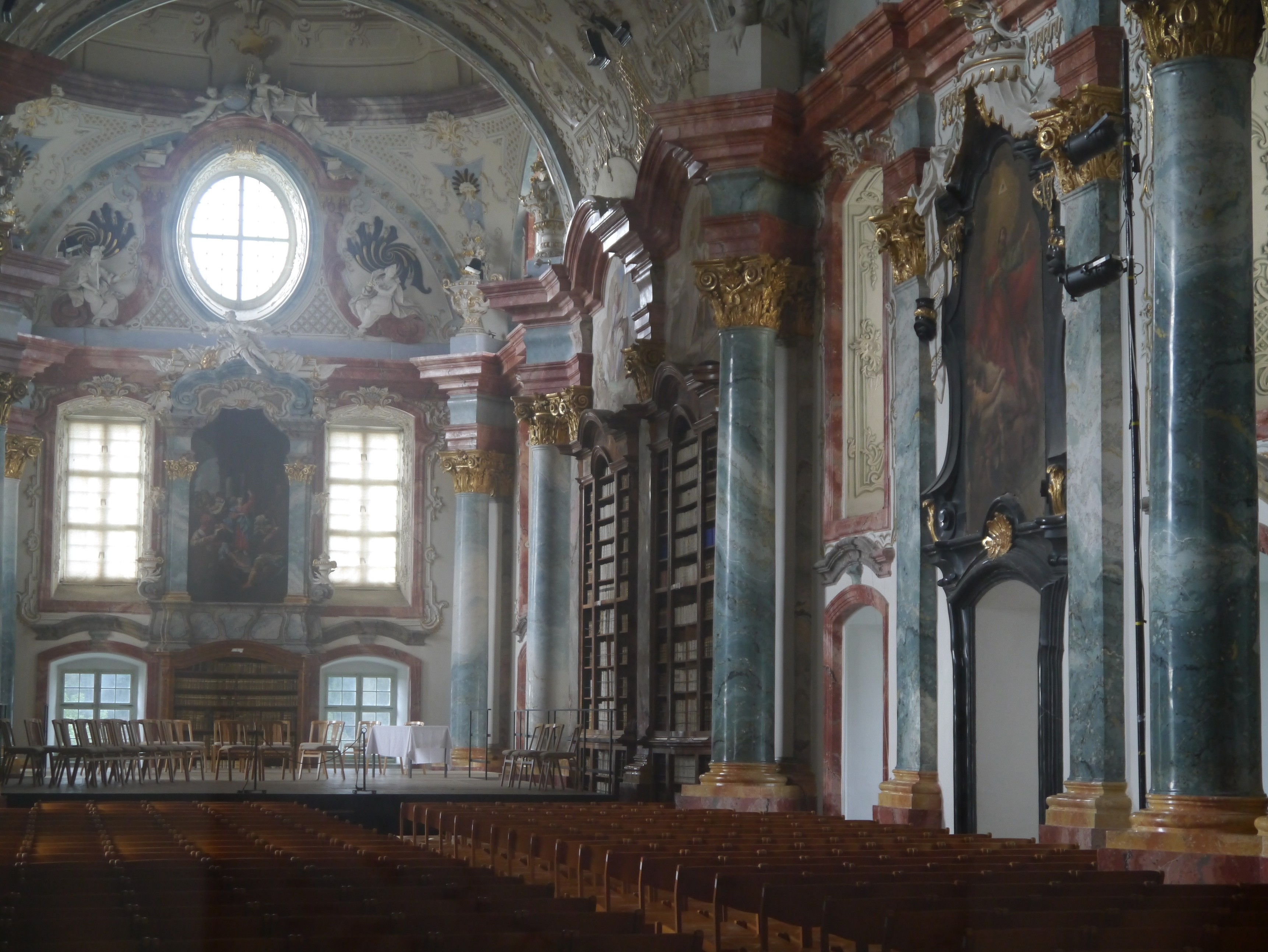
図書室

この修道院ではバロック建築とロココ建築の化粧漆喰（スタッコ）が混ざり合った内装を見ることが出来る。再建中に図書室、皇帝の階段と大理石のホールが追加された。皇帝の階段と修道院教会、図書室のフレスコ画はパウル・トロガーによるものと記されており、正面入口から図書室へとつらなる作品は彼の弟子であったヨハン・ヤーコブ・ツェラーのものである。
この図書室は1740年に建てられたもので、優雅なバロック建築で高さ3階の堂々とした部屋である。図書ホールの長さは48 m (157 ft)で、天井はパウル・トロガーによりフレスコ画で装飾されている。多くのフレスコ画の中でも独特のものとして、『ソロモンの裁き』、『神の叡智』、『信仰の光』が挙げられる。図書室の下には大きな地下聖堂があり、この地下聖堂も同様に多くのフレスコ画で装飾されている。これらのフレスコ画の作者は不明であるが、その中の1つの『死の舞踏』には、恐ろしさが窺える特徴的な情景が描かれている。
教会は楕円形でドームを支えている。1730年から1733年にかけヨーゼフ・ミュンゲナストにより改装された。このドームもトロガーのフレスコ画で装飾されている。主要な祭壇画の特徴として聖母の被昇天の絵画があげられ、その最上部では三位一体が表現されている。

## 庭園

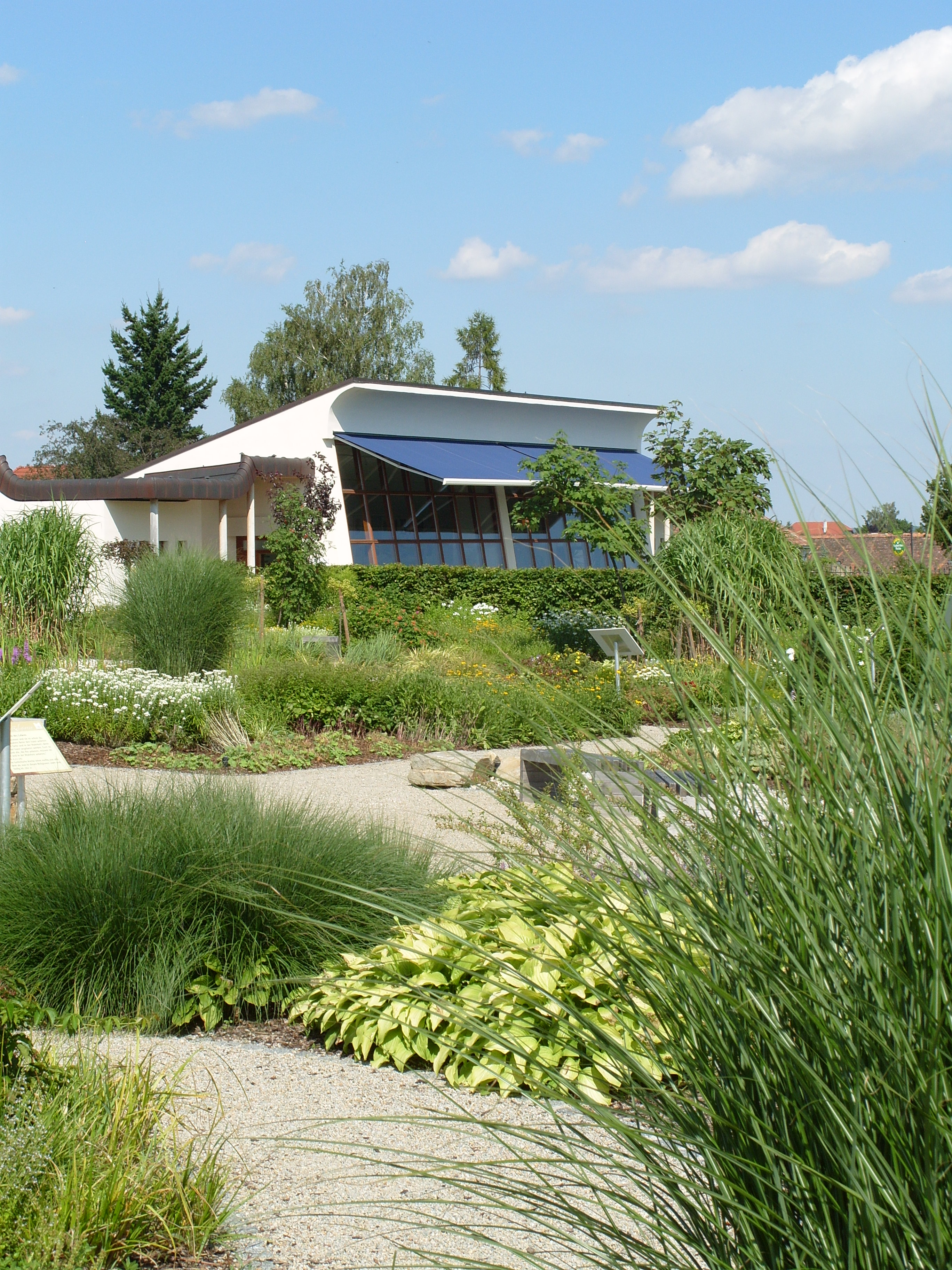
信仰の庭

近年では、修道院の周りにいくつかのよく手入れされた庭園が、それぞれ異なる様式で作られている。これらは全て修道士たち自身により植えられており、地域の保育所によりNatur im Garten（庭園の中の自然）プロジェクトとして支援されている。
修道院の庭の一つであるDer Garten der Religionen（信仰の庭）は庭園の中で最も大きいもので、かつてはクリスマスツリーと果樹が育てられていた。現在、この庭は5つのエリアに分けられ、世界の主要な宗教5つ（ヒンドゥー教、仏教、ユダヤ教、キリスト教、イスラム教）にそれぞれ捧げられ構成されている。この庭園には一面の野の花で埋まった草地に囲まれた池と木々の群れ、そして家畜たちをみることができる梅の古木なども存在する。また、ここには「修道院の下の修道院」をテーマにしたリンゴの木のエリアが存在する。
Der Apothekergarten（薬剤師の庭）は修道院の西側に作られた庭で、中世にはこの場所で医療目的のハーブが植えられていた。現在の庭園は、現代の園芸化学に沿って作られている。
Der Schöpfungsgarten（創造の庭）は修道院教会の南部に作られた庭で、かつてこの場所は源の庭とされていた。この庭のテーマは天地創造である。この庭の大きなクルミの木の下にあるベンチは暑い夏のベストスポットといわれる。
Der Garten der Stille（静穏の庭）は最も新しく追加されたもので、かつて禁猟区であった東側に存在する。豊かな自然の庭園でブドウの果樹園があり、このエリアには蝶や、昆虫の巣などもある余暇的な庭である。ここにはEva Vorpagel-Redlによる11の石の彫刻があり、これらは森林エリアに導くように計画的に配置されている。また、この庭には展望用の足場が置かれており、ここから東にファサードのあるチャペルや中世修道院の東側の一部など見事な景色を見ることができる。
Der Kreuzganggarten（回廊の庭）は質素な回廊庭園である。

## ギャラリー

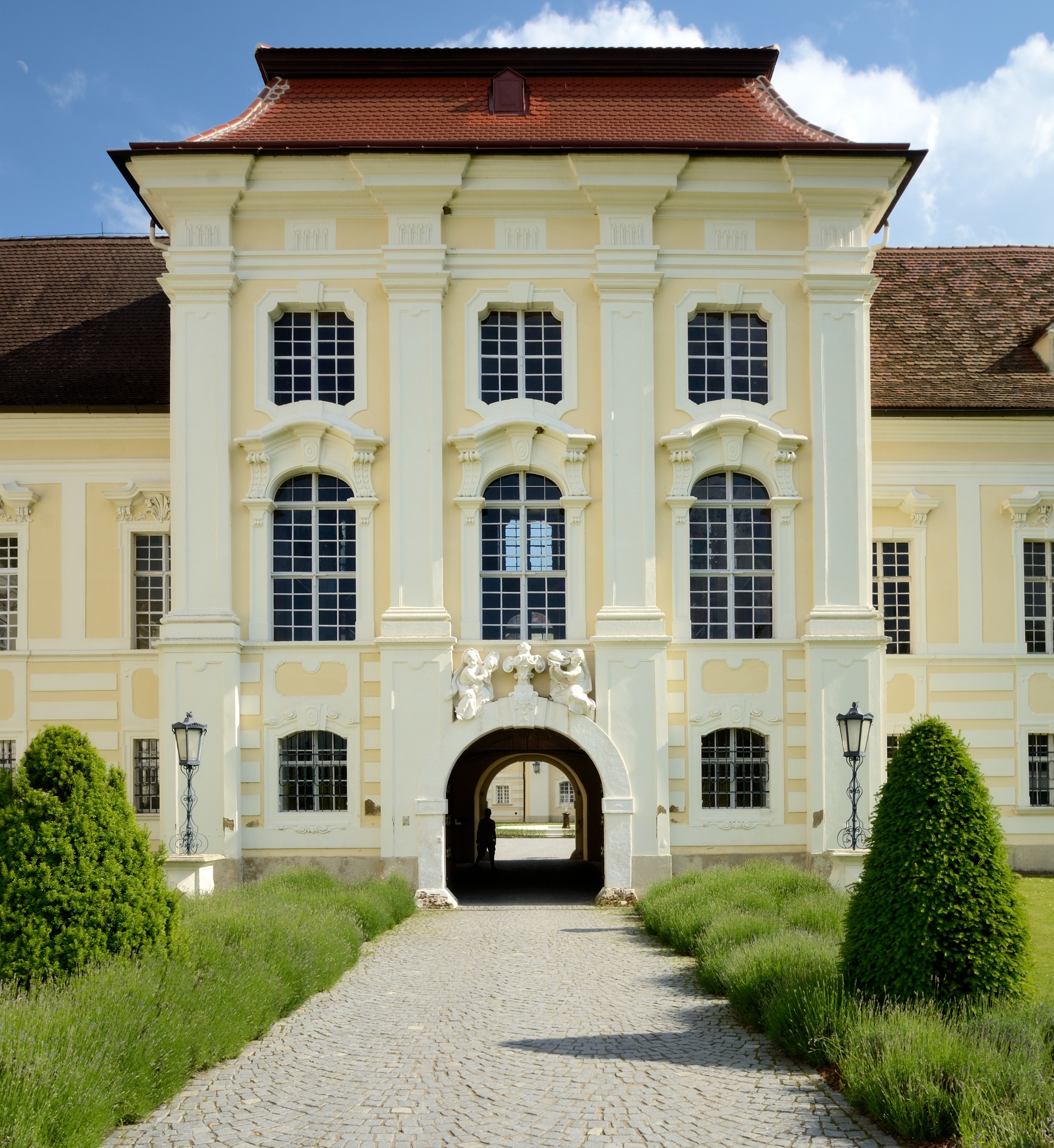
メインエントランス
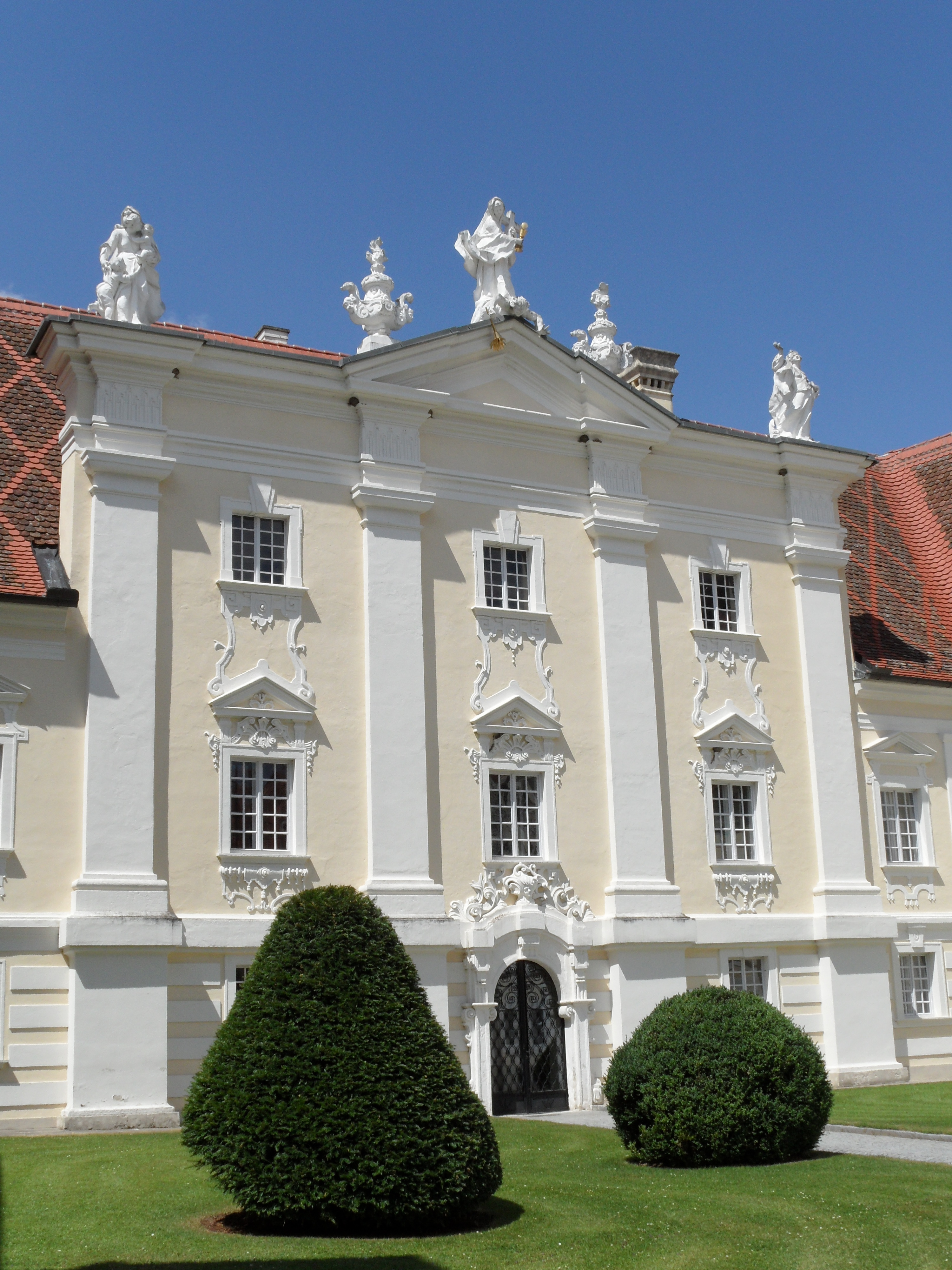
高位聖職者の場
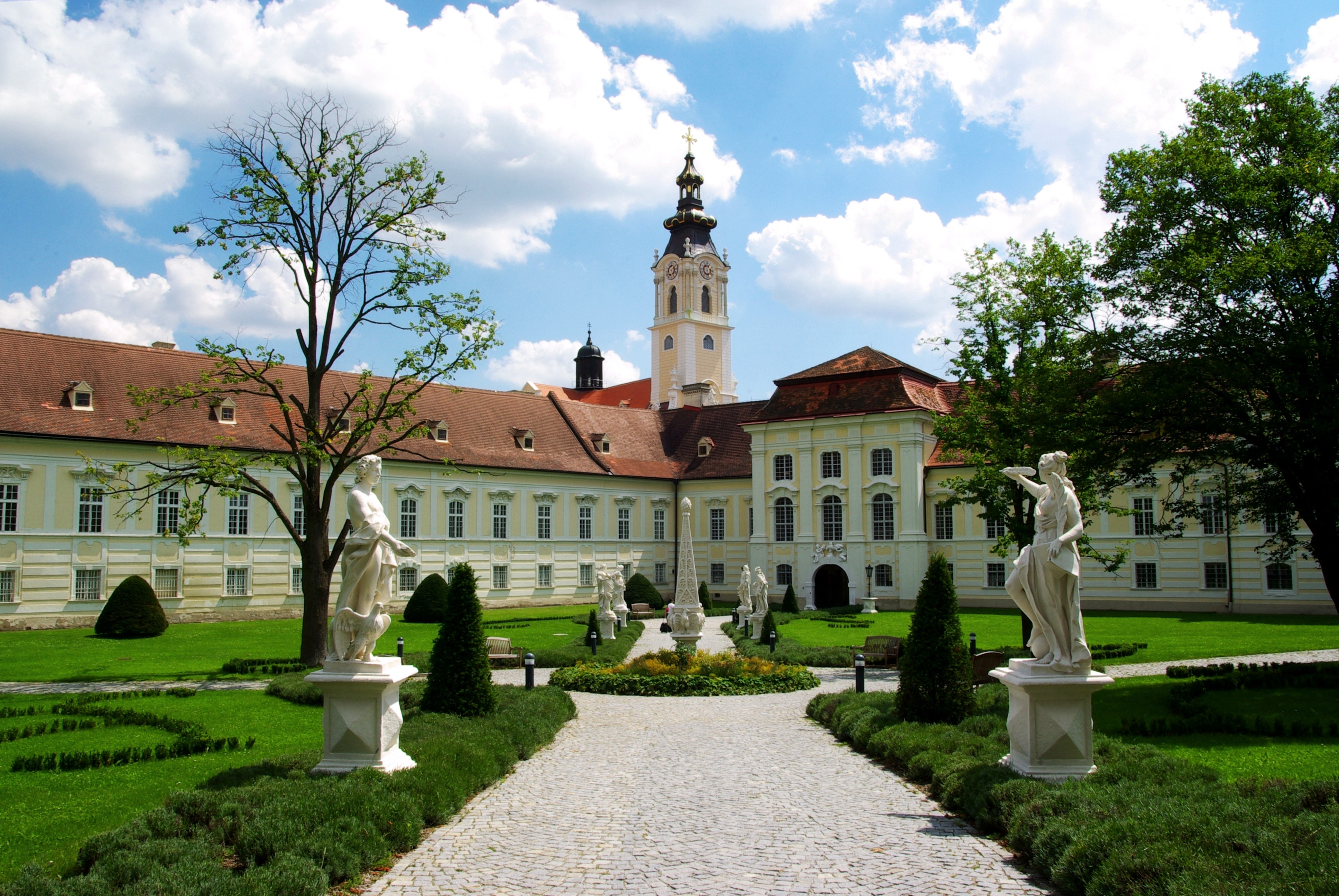
修道院と庭園の外景
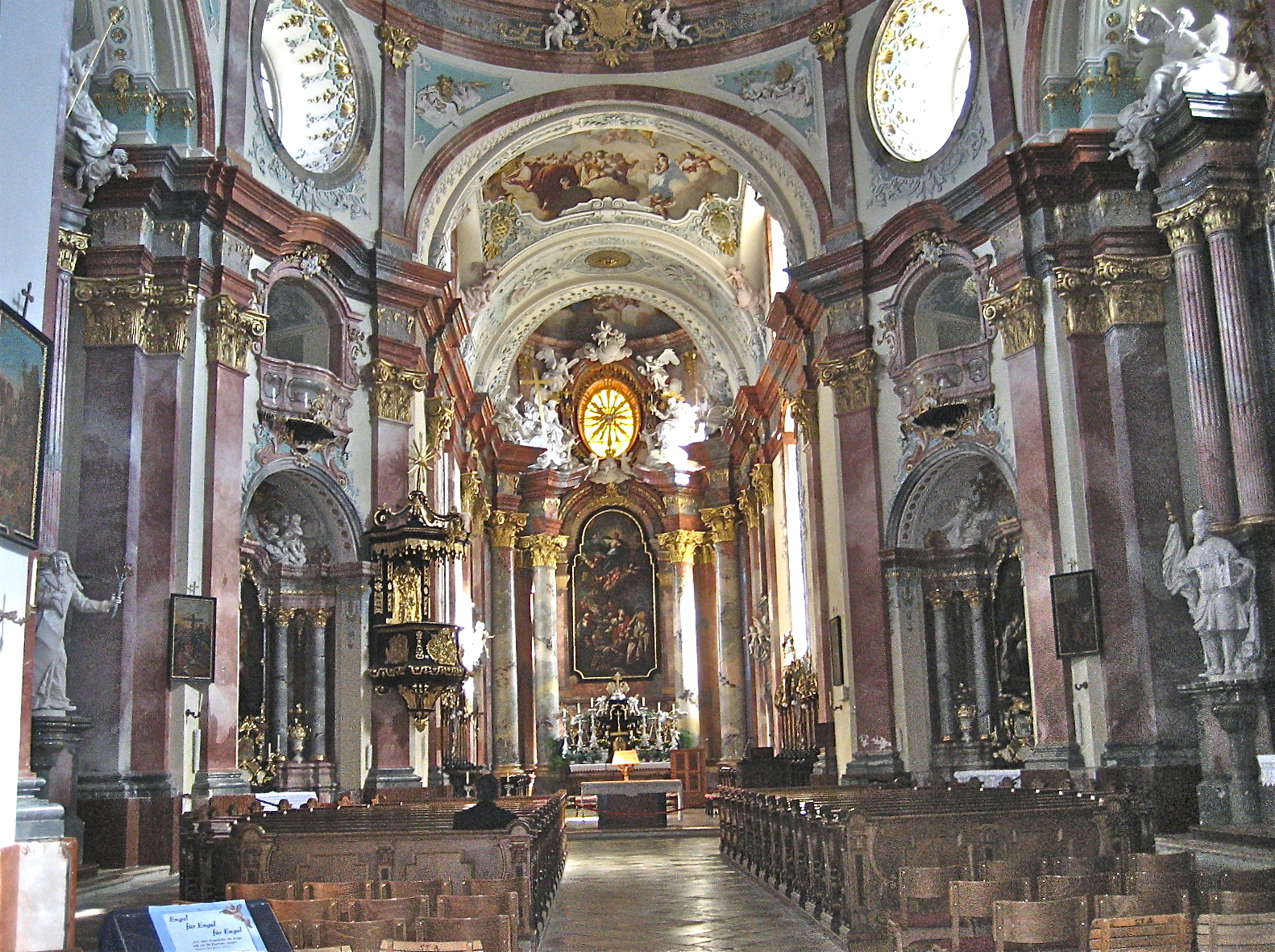
内装
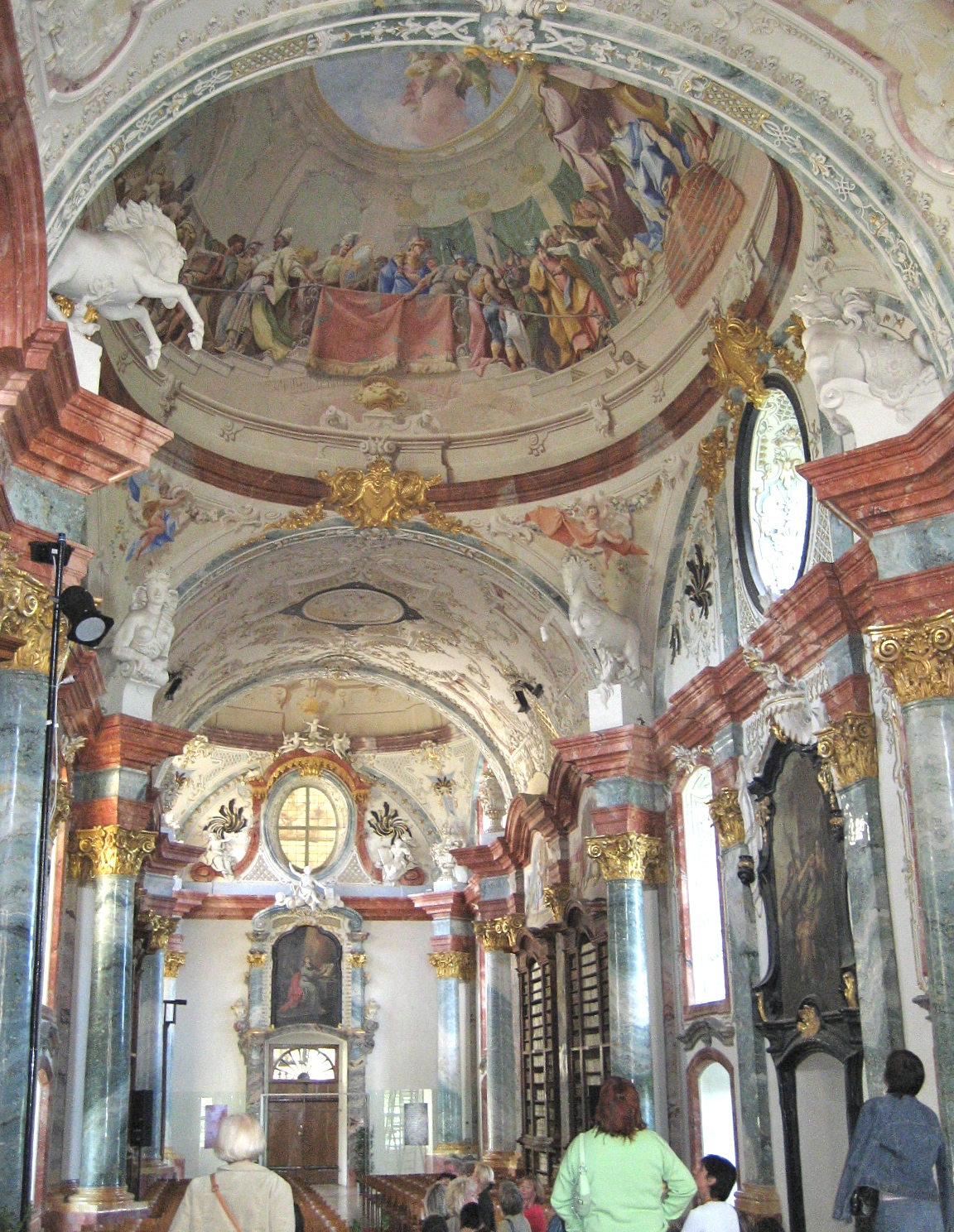
内装
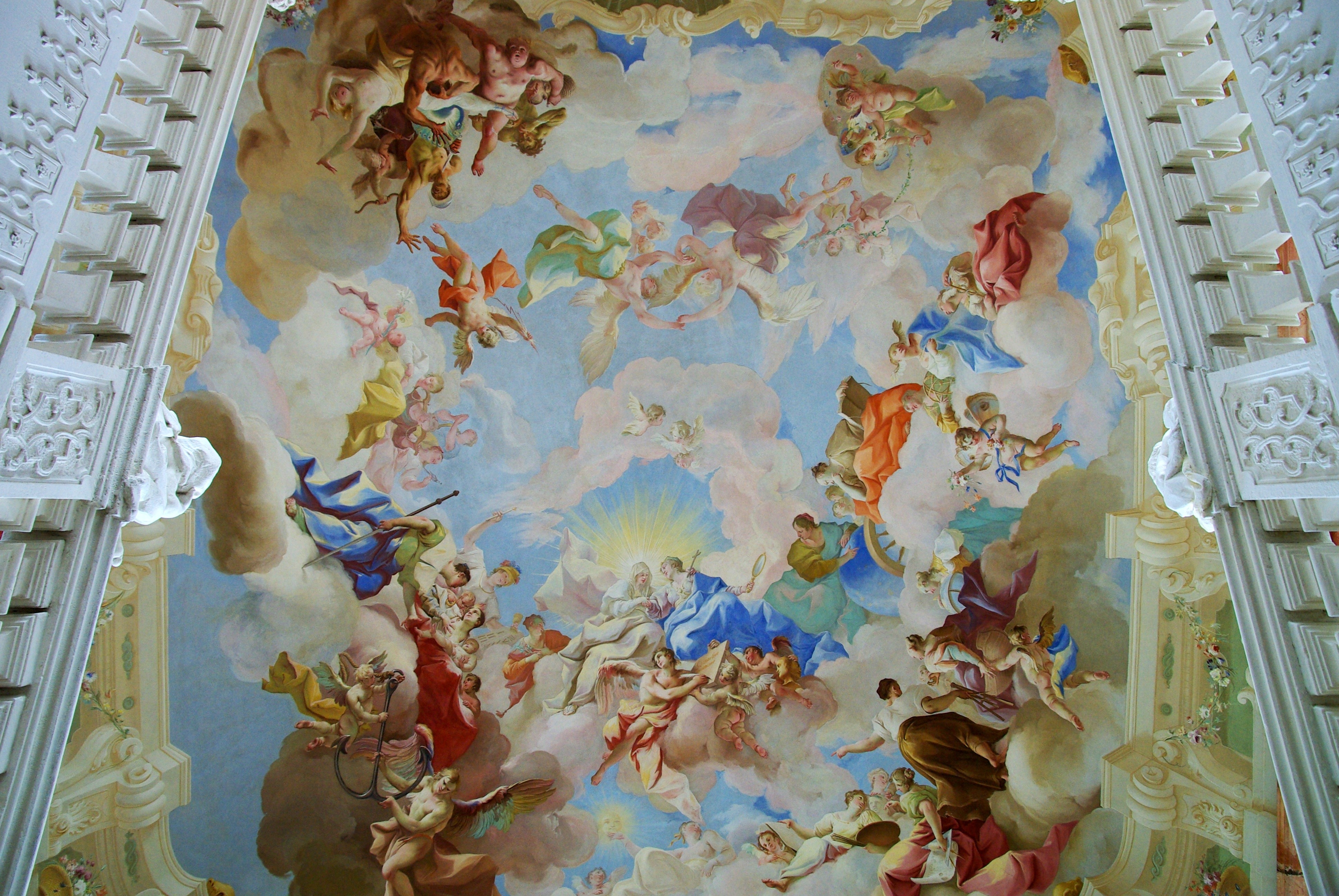
皇帝の階段の上にあるフレスコ画
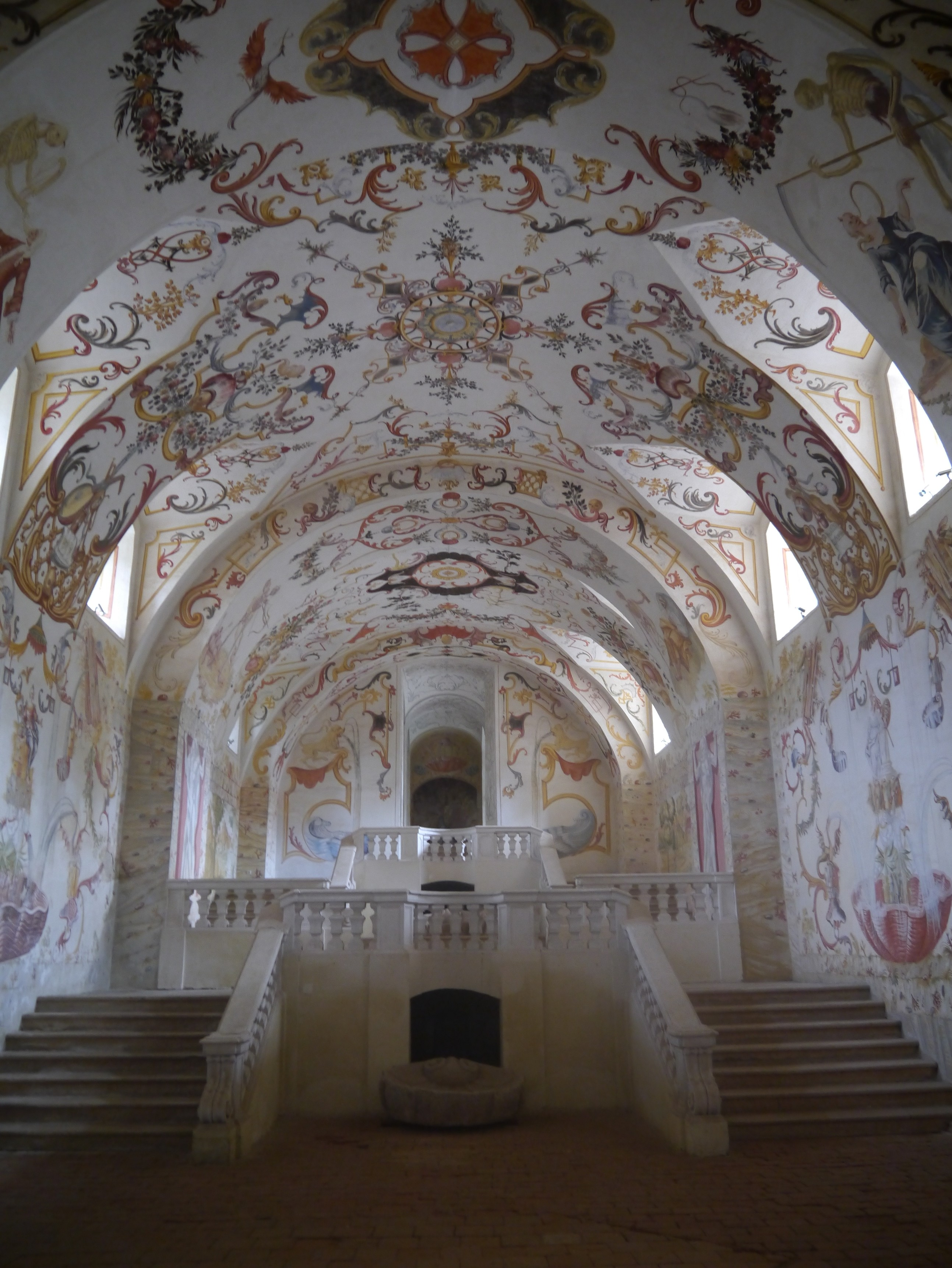
図書室下の地下聖堂